# Mike and Molly
Mike and Molly est une série télévisée américaine de type sitcom en 127 épisodes de 22 minutes créée par Mark Roberts et diffusée entre le 20 septembre 2010 et le 16 mai 2016 sur le réseau CBS. Elle est diffusée depuis la même date au Canada, d'abord sur le réseau CTV ou /A\ / CTV Two puis depuis le 7 janvier 2013 sur Citytv.
Cette série est inédite dans tous les pays francophones.

## Synopsis
La série se déroule dans la ville de Chicago, et suit les aventures de Mike Biggs, fonctionnaire de police qui tente de perdre du poids, et Molly Flynn, institutrice aux formes généreuses qui tente de faire la paix avec son corps, qui se sont rencontrés lors d'une réunion des Outremangeurs Anonymes.

## Distribution

### Acteurs principaux
- Billy Gardell : officier Michael « Mike » Biggs
- Melissa McCarthy : Molly Flynn
- Reno Wilson (en) : officier Carlton « Carl » McMillan
- Katy Mixon : Victoria Flynn
- Nyambi Nyambi (en) : Samuel
- Rondi Reed (en) : Margaret « Peggy » Biggs
- Cleo King : Rosetta « Nana », la grand-mère de Carl (saison 1 à 5, récurrente saison 6)
- Louis Mustillo (en) : Vincent « Vince » Moranto
- Swoosie Kurtz : Joyce Flynn
- David Anthony Higgins : Harry (saison 3 à 6, récurrent saison 1 et 2)

### Acteurs récurrents
- Holly Robinson Peete : Christina
- Reginald VelJohnson : Brother Heywood
- Francis Guinan : Jack Biggs
- Gerald McRaney : capitaine Patrick Murphy

## Production

### Développement
Le 16 décembre 2009, CBS commande officiellement un pilote de Mike and Molly, produit par Chuck Lorre qui est le créateur des séries à succès The Big Bang Theory et de Mon oncle Charlie,. Le 13 mai 2010, le réseau CBS annonce officiellement après le visionnage du pilote, la commande du projet de série,.
Le 22 juillet 2010, CBS annonce la date de diffusion de la série au 20 septembre,.
Le 15 mai 2011, la série est renouvelée pour une seconde saison par le réseau CBS. La série obtient une troisième saison le 14 mars 2012, une quatrième le 27 mars 2013 et une cinquième le 13 mars 2014 diffusée depuis le 8 décembre 2014.
Le 11 mars 2015, la série a été renouvelée pour une sixième saison, de treize épisodes.
Le 30 novembre 2015, CBS annonce la diffusion de la sixième saison au 6 janvier 2016.
Le 13 décembre 2015, l'actrice Rondi Reed (en) jouant au sein de la série annonce via son compte Facebook l'annulation de la série ainsi que la date de tournage de l’ultime épisode de la sixième saison et de la série fixée au 27 janvier 2016.
Le 15 décembre 2015, CBS annonce officiellement que la série s'arrêtera définitivement à l'issue de la sixième saison.

### Casting
Les rôles ont été attribués dans cet ordre : Reno Wilson, Katy Mixon, Billy Gardell, Swoosie Kurtz, Nyambi Nyambi et enfin Melissa McCarthy.

## Fiche technique
- Titre original et français : Mike and Molly
- Création : Mark Roberts
- Réalisation : James Burrows
- Scénario : Mark Roberts, Don Foster, Chuck Lorre et Alan J. Higgins
- Décors : John Shaffner
- Costumes : Simon Tuke
- Photographie : Gary Baum
- Montage : Stephen Prime
- Musique : Dennis C. Brown, Grant Geissman et Keb' Mo'
- Casting : Ken Miller et Nikki Valko
- Production : Chuck Lorre, Mark Roberts et James Burrows,
- Sociétés de production : Bonanza Productions, Chuck Lorre Productions et Warner Bros. Television
- Sociétés de distribution :
  - CBS (États-Unis)
  - CTV / CTV Two (saisons 1 à 3), Citytv (saisons 3 et 4) (Canada)
- Pays d'origine :  États-Unis
- Langue originale : anglais
- Format : couleur - 1,78:1 - son Dolby Digital
- Genre : Sitcom
- Durée : 22 minutes

## Épisodes
La série se compose de six saisons.
| Saison | Saison | Épisodes | Diffusion original | Diffusion original |
| Saison | Saison | Épisodes | Début de saison    | Fin de saison      |
| ------ | ------ | -------- | ------------------ | ------------------ |
|        | 1      | 24       | 20 septembre 2010  | 16 mai 2011        |
|        | 2      | 23       | 26 septembre 2011  | 14 mai 2012        |
|        | 3      | 23       | 24 septembre 2012  | 30 mai 2013        |
|        | 4      | 22       | 4 novembre 2013    | 19 mai 2014        |
|        | 5      | 24       | 8 décembre 2014    | 18 mai 2015        |
|        | 6      | 13       | 6 janvier 2016     | 16 mai 2016        |

## Audiences

### Aux États-Unis
Le lundi 20 septembre 2010, l’épisode pilote de la série est diffusé sur CBS. Il réalise un très bon démarrage avec 12,23 millions de téléspectateurs, et un taux de 3,9 % sur les 18/49 ans , la cible prisée des annonceurs américains. Ensuite les épisodes se stabilisent au-dessus des 10 millions de téléspectateurs pour réunir en moyenne 11 millions de téléspectateurs lors de sa première saison
La deuxième saison de la série est lancée le lundi 26 septembre 2011 après Mon oncle Charlie. Cet épisode réunit 13,86 millions de téléspectateurs, avec un taux record de 4,8 % sur les 18/49 ans précédé par Mon oncle Charlie qui a réuni 20,52 millions de téléspectateurs. Ensuite les audiences se stabilisent autour des 12 millions de téléspectateurs.
En moyenne la saison 2 réunit 11,50 millions de téléspectateurs.
Le 24 septembre 2012, la troisième saison rassemble 9,45 millions de téléspectateurs avec un taux de 3,1 sur les 18/49 ans soit un démarrage en net retrait comparé à la saison 2. La saison continue ensuite de réunir entre 11 et 8 millions de téléspectateurs. Le dernier épisode de la saison rassemble 8,01 millions de téléspectateurs, et la saison quant à elle rassemble une moyenne de 9,50 millions de téléspectateurs, en baisse de 2 millions de téléspectateurs sur 1 an.
Lancée en cours de saison après l'échec de We Are Men, la quatrième saison de Mike and Molly démarre le 4 novembre 2013, et 9,22 millions de téléspectateurs répondent présent pour le lancement de cette nouvelle saison, soit un démarrage en retrait. Sur les 18/49 ans, le taux est passable, avec 2,6 % sur cette cible. La saison continue ensuite de rassembler entre 7 et 8 millions de téléspectateurs et s’achève le 19 mai 2014. Le dernier épisode de la saison rassemble 7,05 millions de téléspectateurs, et la saison quant à elle rassemble une moyenne de 8,30 millions de téléspectateurs, en baisse de 1 200 000 téléspectateurs.
La cinquième saison lancée le 8 décembre 2014 revient en baisse devant 8,06 millions de téléspectateurs et 1,9% sur les 18/49 ans. Le final quant à lui se termine en hausse devant 7,75 millions de téléspectateurs. La cinquième saison réunit en moyenne 8,40 millions de téléspectateurs soit un regain de 100 000 fidèles sur 1 an.
Le 6 janvier 2016, la sixième et dernière saison revient en effectuant son pire retour avec 6,73 millions de fidèles et 1,6 sur les 18/49 ans. Pour son final, la série réalise son record de la saison avec 8,45 millions de curieux. La sixième et ultime saison a rassemblé en moyenne 7,30 millions de fidèles, soit une évaporation de 1,1 million de présents.
Audiences américaines moyennes par saison (en millions de téléspectateurs)n1
| Saison | Nombre d'épisodes | Jour et heure de diffusion | Dates de diffusion originale | Dates de diffusion originale | Dates de diffusion originale | Audience moyenne (en millions) | Audience moyenne (en millions) | Audience moyenne (en millions) |
| Saison | Nombre d'épisodes | Jour et heure de diffusion | Saison                       | Début de saison              | Fin de saison                | Première                       | Finale                         | Moyenne                        |
| ------ | ----------------- | -------------------------- | ---------------------------- | ---------------------------- | ---------------------------- | ------------------------------ | ------------------------------ | ------------------------------ |
| 1      | 24                | Lundi 21 h 30              | 2010-2011                    | 20 septembre 2010            | 16 mai 2011                  | 12,23                          | 8,64                           | 11,00                          |
| 2      | 23                | Lundi 21 h 30              | 2011-2012                    | 26 septembre 2011            | 14 mai 2012                  | 13,86                          | 11,79                          | 11,50                          |
| 3      | 23                | Lundi 21 h 30              | 2012-2013                    | 24 septembre 2012            | 30 mai 2013                  | 9,45                           | 8,01                           | 9,50                           |
| 4      | 22                | Lundi 21 h                 | 2013-2014                    | 4 novembre 2013              | 19 mai 2014                  | 9.22                           | 7.05                           | 8.30                           |
| 5      | 22                | Lundi 20 h 30              | 2014-2015                    | 8 décembre 2014              | 18 mai 2015                  | 8.06                           | 7.75                           | 8.40                           |
| 6      | 13                | Mercredi 20 h 30           | 2015-2016                    | 6 janvier 2016               | 16 mai 2016                  | 6.73                           | 8.45                           | 7.30                           |

## Distinctions

### Récompenses
- Primetime Emmy Awards 2011 : Meilleure actrice dans une série télévisée comique pour Melissa McCarthy

### Nominations
- People's Choice Awards 2011 : Nouvelle série comique préférée pour Mike and Molly
- Satellite Awards 2011 : Meilleure actrice dans une série télévisée musicale ou comique pour Melissa McCarthy
- Primetime Emmy Awards 2012 : Meilleure actrice dans une série télévisée comique pour Melissa McCarthy

## Produits dérivés

### Sorties DVD
| Saison | Nombre d'épisodes | Année | États-Unis Canada | France  | Société(s) de distribution |
| ------ | ----------------- | ----- | ----------------- | ------- | -------------------------- |
| 1      | 24                | 2011  | 20 septembre 2011 | inconnu | Warner Home Video (zone 1) |
| 2      | 23                | 2012  | 21 août 2012      | inconnu | Warner Home Video (zone 1) |
| 3      | 23                | 2013  | 20 août 2013      | inconnu | Warner Home Video (zone 1) |
| 4      | 22                | 2014  | 30 septembre 2014 | inconnu | Warner Home Video (zone 1) |
| 5      | 22                | 2015  | 18 août 2015      | inconnu | Warner Home Video (zone 1) |
| 6      | 13                | 2016  | inconnu           | inconnu | Warner Home Video (zone 1) |